# Лыюров, Александр Алексеевич
Александр Алексеевич Лыюров (А. Зеленцов; 17 июля 1923, Зеленец, Коми АССР — 28 декабря 1990) — коми писатель, корреспондент радио, сотрудник газеты «Югыд туй», изучал и освещал жизнь Республики Коми. Член Союза писателей СССР с 1957 года.

## Дата рождения
По поводу даты рождения Александра Лыюрова существуют разные данные. В свидетельстве о рождении А. А. Лыюрова № 071587 от 25 августа 1945 года (повторное) датой рождения указано 17 июня 1923 года. Сайт Сыктывдинской централизованной библиотечной системы указывает датой рождения Лыюрова 17 июля. В биографии, приведённой на портале «Культурная карта Республики Коми» указано, что Александр родился 14 июля.

## Биография
Родился в селе Зеленец Усть-Сысольского уезда Коми автономной области в семье крестьянина-середняка. Родители — Алексей Яковлевич и Матрена Сергеевна. В 1938 году поступил в Сыктывкарский лесрабфак. Уже в 1940 году перевёлся в школу ветфельдшеров. Закончив её, работал в Зеленецком ветпункте. 
В 1942 году, в возрасте 19 лет, Александр Лыюров пошёл на фронт. Проходил обучение в Архангельском военно-пулемётном училище, однако не смог его окончить. В связи с положением, создавшимся под Ленинградом, училище было в полном составе было мобилизовано на фронт. Александра Лыюрова определили в разведку. Служил в лыжном батальоне, участвовал в боевых действиях на Волховском фронте и боях за Ленинград. При прорыве блокады Ленинграда был дважды тяжело ранен в плечо и в ногу. Долгое время восстанавливался в госпитале, затем вернулся в свой батальон, где служил до окончания войны. Вёл фронтовой дневник. В 1945 году был отправлен на Украину для борьбы с бандеровцами. В 1947 году демобилизован. Трудился в Айкинской ветлечебнице ветеринарным фельдшером. Тогда же начал литературную деятельность. Его первую повесть «Прöстöй йöз» («Простые люди») опубликовали в журнале «Войвыв кодзув» в 1949 году.
В 1951—1968 годы — редактор в Комитете радиоинформации при Совете министров Коми АССР. В 1959 году пошёл учиться в московский Центральный Дом журналиста на Всесоюзный заочный двухгодичный лекторий по журналистике и фоторепортажу. В 1969 году получил приглашение в газету «Югыд туй». В последствии он проработал там более 14 лет.
Был корреспондентом радио. Встречался с колхозниками и шахтёрами. Под влиянием этих встреч он написал очерки и рассказы «Водзын любов» («Впереди любовь», 1960), «Лена» (1964), «Эн вунöдöй найöс» («Не забудьте их», 1974), «Таёжная баллада» (1975), «Аттьö тіянлы» («Спасибо вам», 1988), «Вунöдлытöм серпасъяс» («Незабываемые мгновения», 1988). Фронтовой дневник Лыюрова впоследствии лёг в основу его произведения «Повесть о моих друзьях» (1968). Последним произведением писателя является роман «Лесные соколы». Он был напечатан уже после смерти писателя в 1992 году в журнале «Войвыв кодзув».
Александр Алексеевич Лыюров умер 28 декабря 1990 года.

## Награды
- Орден Отечественной войны II степени и юбилейные медали[2].